# Tour Radekan
La tour Radekan (persan : برج رادکان) est une tour, ancien observatoire astronomique, située dans le village de Radekan (en) à 26 km de la ville de  Tchenaran dans la province du Khorassan-e Razavi en Iran. Il se situe à 74 km de Machhad, le chef-lieu de la province.

## Description
La hauteur de la tour de Radekan est de 35 mètres et son diamètre intérieur est de 14 mètres, son diamètre extérieur étant de 20 mètres. La hauteur des murs inférieurs entourant la tour est de 3 mètres. Ils forment un dodécagone (correspondant aux 12 mois de l'année) sur lequel sont posées 36 colonnes semi-circulaires qui supportent le dôme conique situé au sommet dont le diamètre à la base est de 20 mètres. À l'intérieur de la tour se trouvent également 8 colonnes. Deux portes sont placées l'une à l'opposé de l'autre dans le mur de base entourant l'édifice.
L'emplacement des portes  n'est pas un hazard : elles se trouvent face au point de lever du soleil d'hiver et du coucher du soleil d'été. Il est donc possible de déterminer la fin et le début des saisons et le début de la nouvelle année lors du Norouz.
La tour est construite en briques sur lesquelles on trouve encore du plâtre à certains endroits.

## Histoire
À l'heure actuelle, les chercheurs ont établi que cette tour avait été utilisée pour observer le ciel étoilé. Le sommet de la tour est orienté vers l'étoile polaire.
Lorsque le soleil atteint un angle de 60° au-dessus de l'horizon, les rayons traversent l'une des deux portes. Si les rayons du soleil levant passent par les deux portes, cela signifie que la plus longue nuit de l'année est passée (le 21-22 décembre). En Iran, c'est le début du mois d'hiver appelé deï (en). Si les rayons du soleil couchant passent par les deux portes, cela signifie que la nuit la plus courte de l'année est passée (le 20-21 juin) et que le mois iranien de tir a commencé.
Sous le dôme de la tour, 12 ouvertures ont été maçonnées à l'aide desquels  les anciens astronomes pouvaient déterminer le début des quatre mois suivants : farvardin (en), tir, mehr (mois) (en) et deï (mois) qui sont ceux qui ouvrent respectivement les saisons iraniennes: printemps, été, automne, hiver.

## Origine
Après les fouilles relatives à la tour, les chercheurs ont supposé qu'elle avait été construite durant la période de gouvernement de l' Ilkhanat de Perse (XIIIe siècle) et qu'elle pouvait avoir servi de tombe pour un de ses dirigeants. C'est une thèse défendue par André Godard qui suggère que la tour ait pu être un mausolée pour le chef d'Ilkhanat, Arghoun, descendant de Gengis Khan mort en 1291. Cependant, quelques années plus tard, les scientifiques ont réalisé que la conception de la tour n'était pas aussi simple qu'ils ne semblait à première vue.

« Jusqu'à la fin du VIIe siècle de l'Hégire, s'était conservée en Perse la coutume mongole de cacher le lieu de sépulture des princes. La tombe d'Arghounm, dit l'historien Hamd Allâh al Kazwînî, se trouve dans le massif montagneux de Sudjâs, où suivant la coutume mongole on  en dissimula la place faisant de toute la montagne un sanctuaire inviolable »

En poursuivant ses recherches su base de ces informations, André Godard découvre les traces d'une grande tour de brique à base dodécagonale coiffée d'un dôme. Il imagine que le corps d'Arghoun a été retrouvé par son fils Mahmoud Ghazan Khan et déplacé de la montagne pour lui construire une tour  mémorial. Mais, conclut-il, « Je n'ai jamais pu réunir les fonds qui m'auraient permis d'en avoir, comme on dit, le cœur net. »

Des documents historiques indiquent que l'architecte de la tour était un ancien mécanicien persan devenu astronome et mathématicien: Nasir al-Din al-Tusi (1201-1274) ,. Ce Nasir Tusi était un fin connaisseur des sciences grecques pour avoir étudié les travaux des philosophes, historiens et astronomes anciens. Il a réfuté les théories de Claude Ptolémée sur les mouvements de la Lune et a créé une nouvelle théorie sur les mouvements des étoiles.
La date exacte de la construction de la tour est inconnue et l'on suppose qu'elle a été érigée au milieu du XIIIe siècle.
Après la construction de la tour de Radekan, Tusi a érigé un autre poste d'observation astronomique à  Maragha  où il a pu mettre au point une nouvelle théorie sur le mouvement des étoiles.
Ce poste de Maragha a également été construit au XIIIe siècle et a été utilisé par d'autres savants jusqu'au milieu du XVIe siècle. C'était le plus grand observatoire de son époque.

## Utilisation actuelle
Quand André Godard a visité l'emplacement de la tour elle était devenue une sorte de carrière à briques dont seules les fondations faisaient apparaître l'existence ancienne d'un monument de dimension assez considérable.
En 1968 l'Organisation nationale de protection des monuments ancien d'Iran a restauré la tour  endommagée au fil du temps.
À l'heure actuelle la tour Radekan est devenue un musée. il fait partie de la liste des monuments nationaux d'Iran depuis 1932.

## Galerie

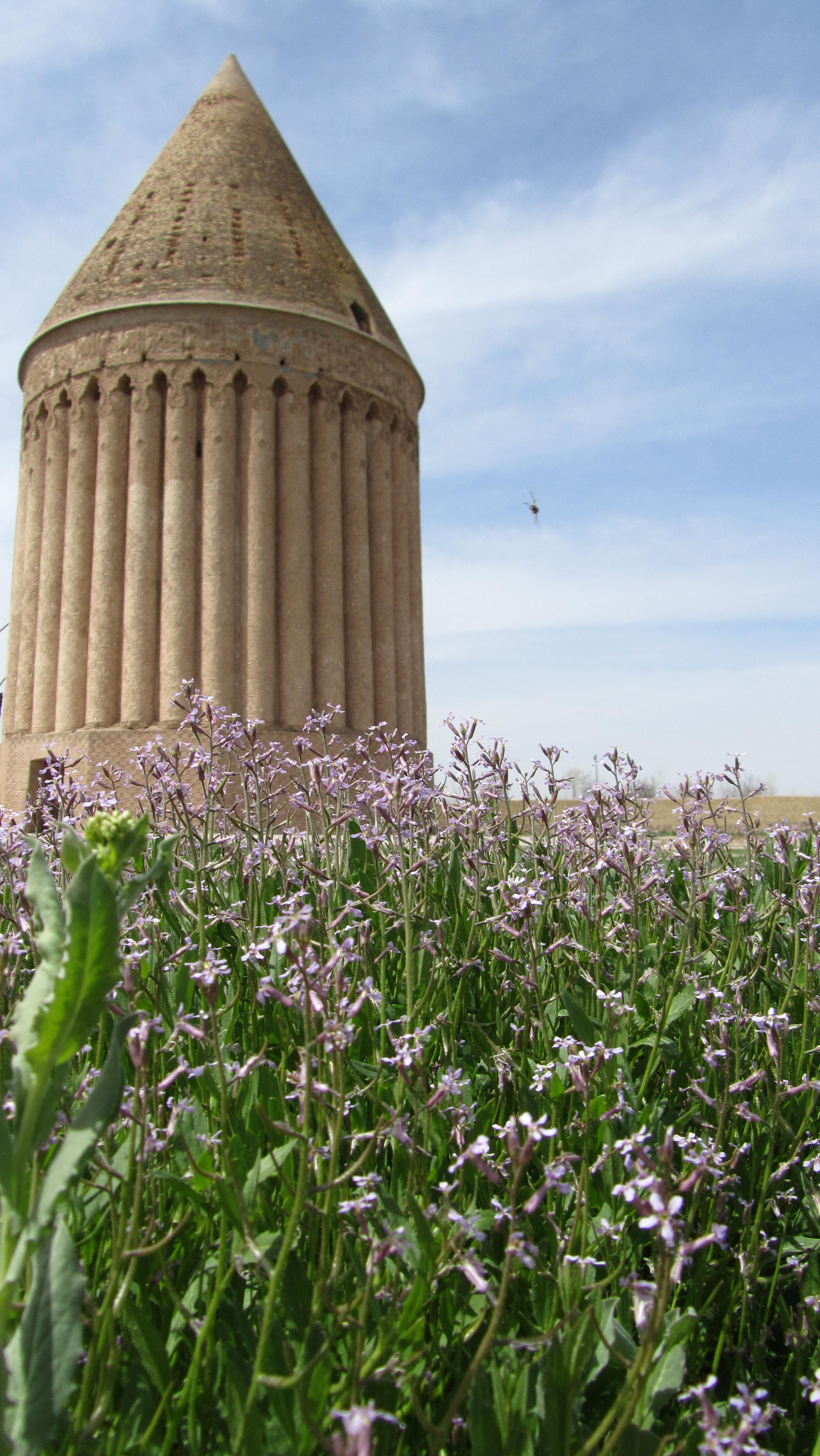
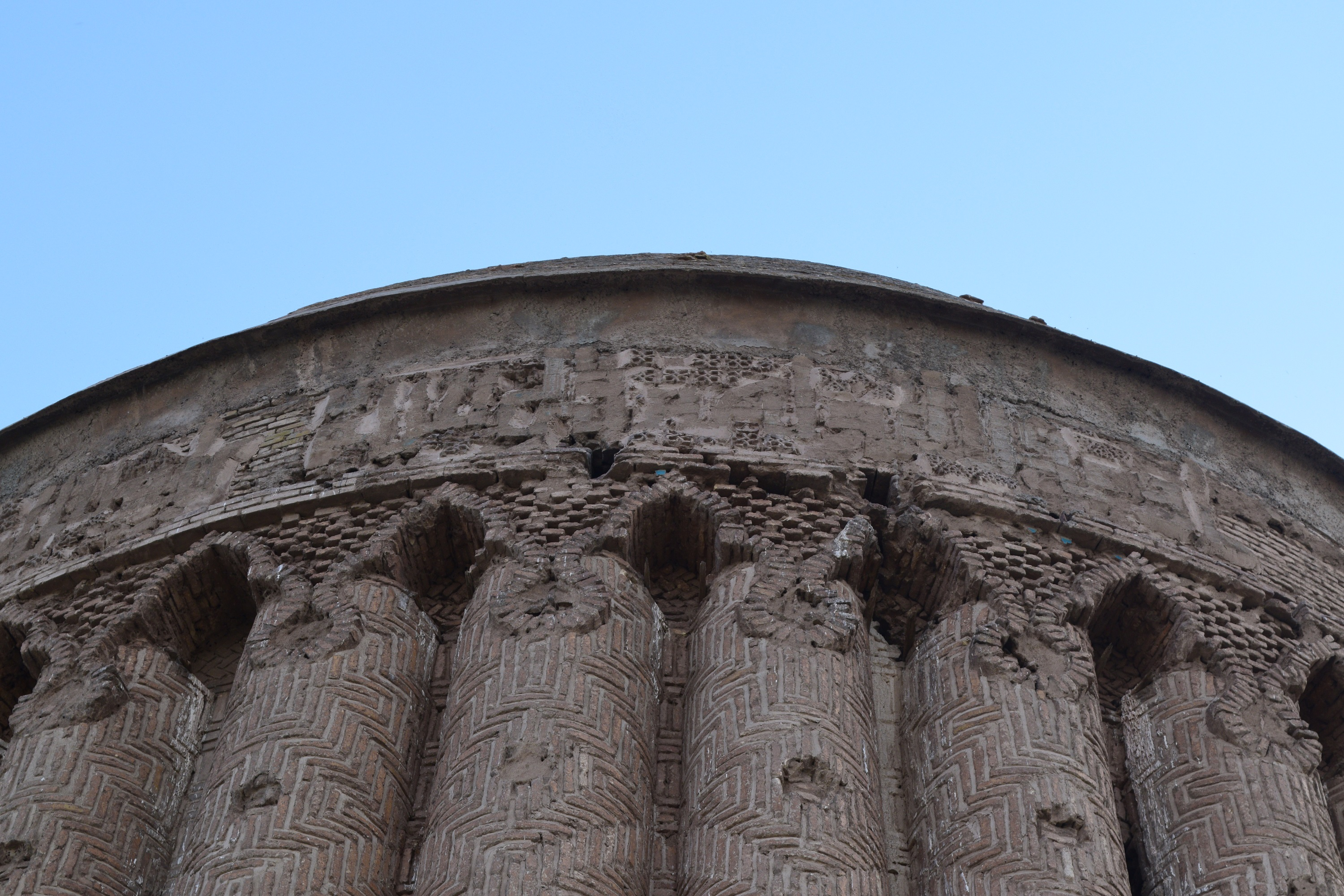
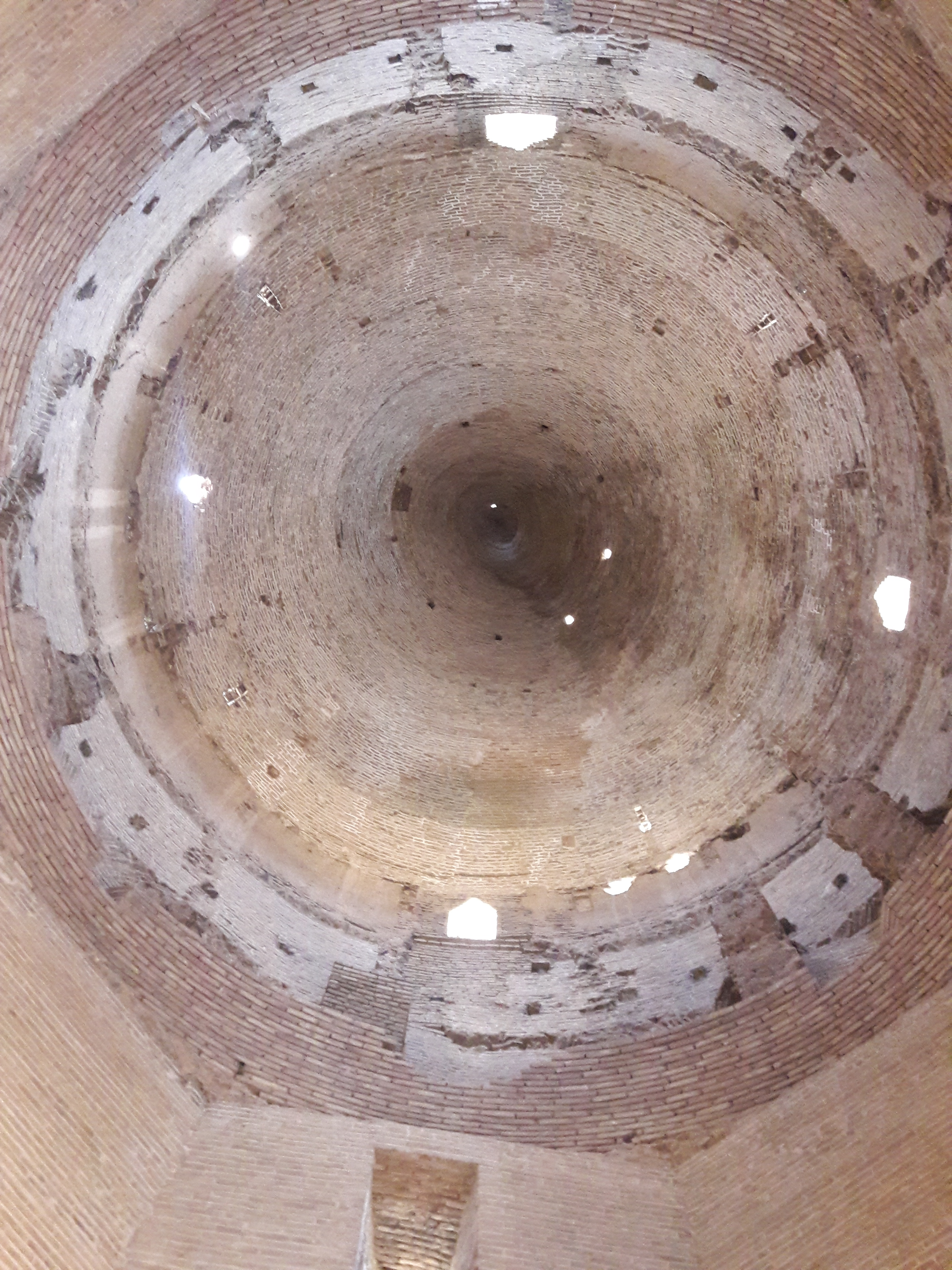
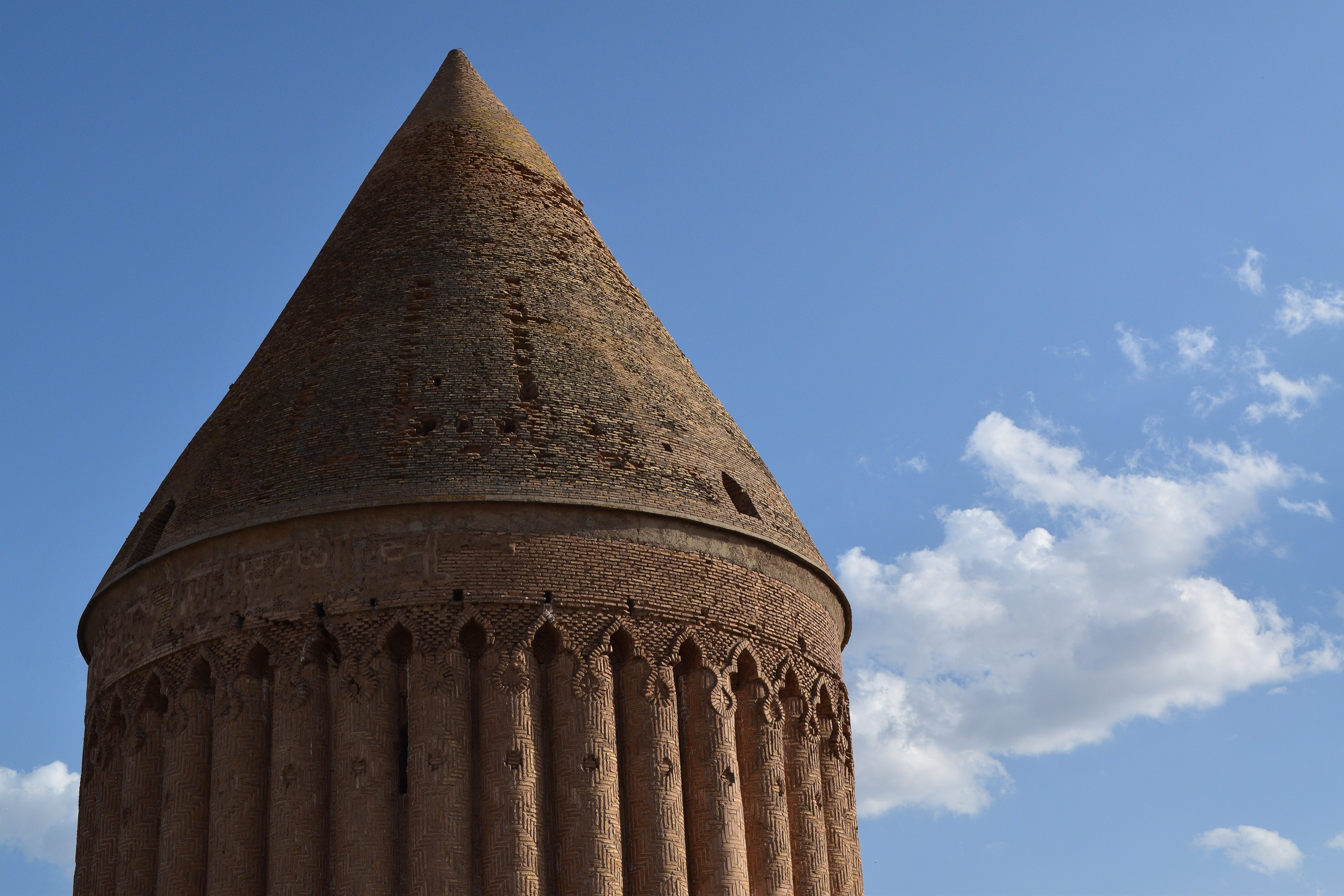
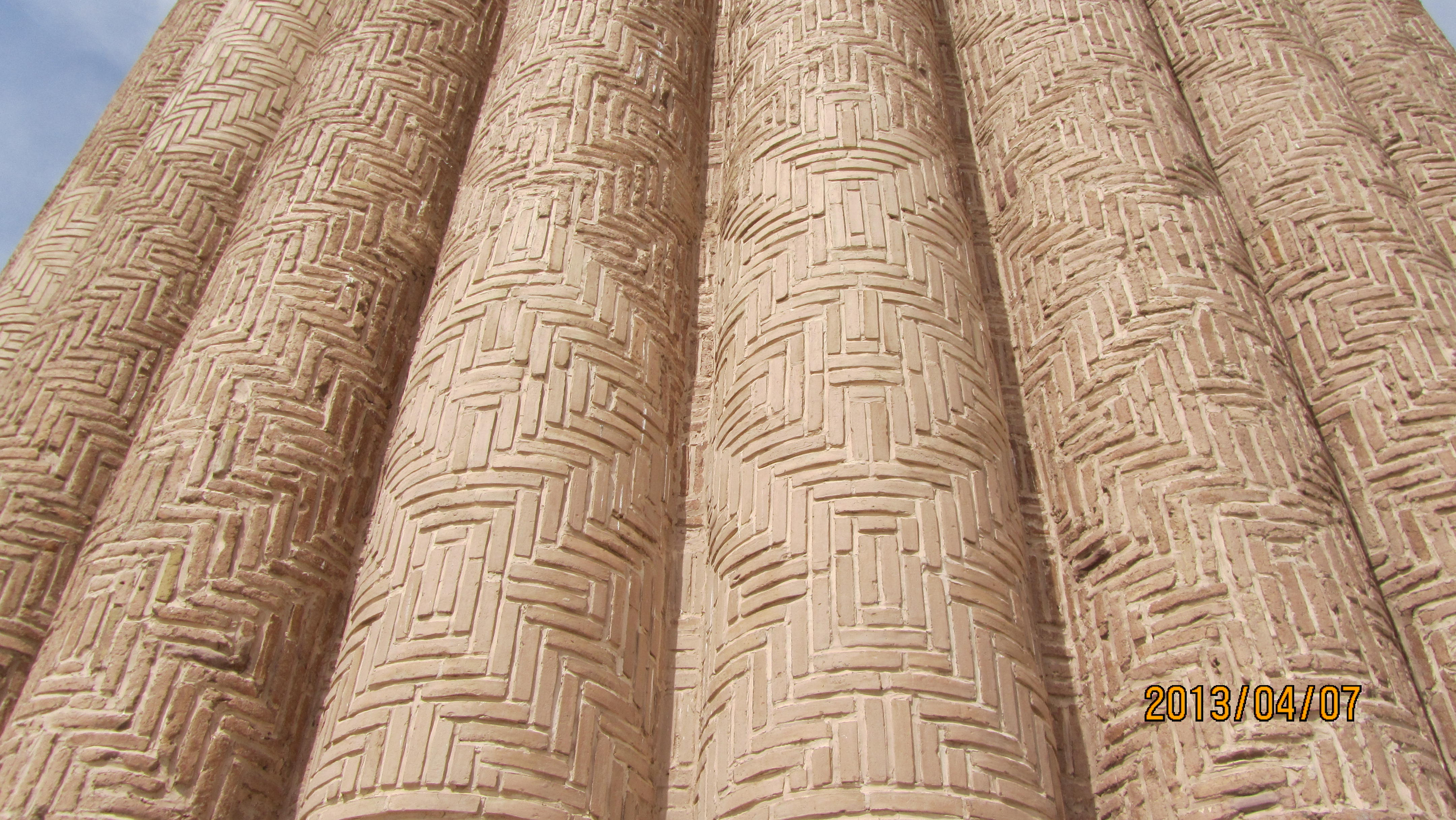
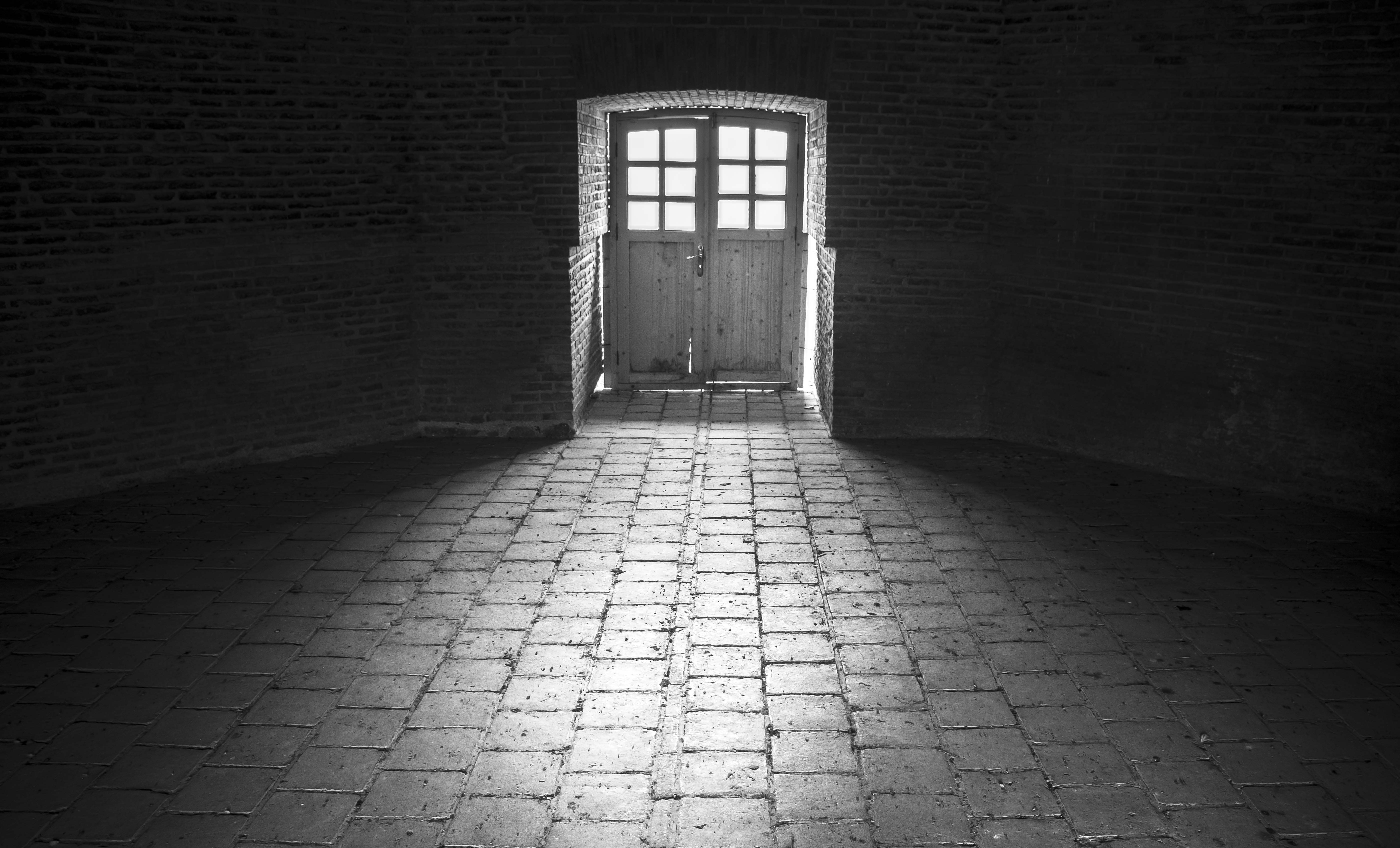
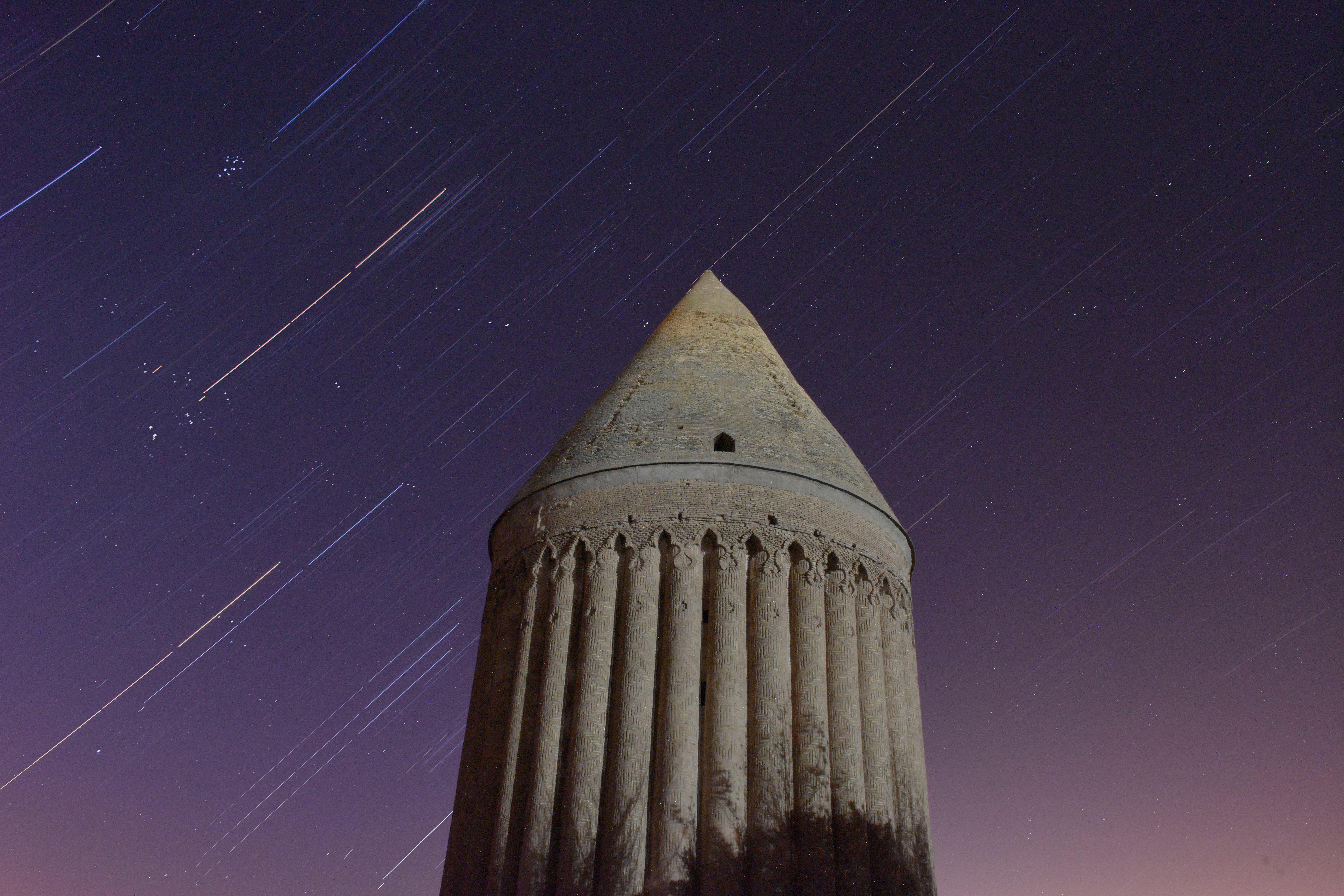